# Limnonectes kadarsani
Limnonectes kadarsani es una especie de anfibio anuro del género Limnonectes de la familia Dicroglossidae.

## Distribución geográfica
Es originaria de Lombok, Sumbawa, Flores, Adonara y Lembata, en las Islas menores de la Sonda, en la Wallacea. Aparece por encima de los 1200 m s. n. m.